# Anna Chancellor
Anna Theodora Chancellor (ur. 27 kwietnia 1965 w Richmond) – angielska aktorka. Anna Chancellor otrzymała jedną nominację do BAFTA TV za najlepszą aktorkę drugoplanową w filmie Czas prawdy (2011).

## Filmografia
- Killing Dad (1989) jako Barmanka
- Jupiter Moon (1990) jako Mercedes Page
- The Complete Guide to Relationships (1993) jako Julia
- Century (1993) jako kobieta na komisariacie
- Bananowy Głupek (Staggered, 1994) jako Carmen
- Cztery wesela i pogrzeb (Four Weddings and a Funeral, 1994) jako Henrietta
- Księżniczka Caraboo (Princess Caraboo, 1994) jako pani Peake
- Tom & Viv (1994) jako kobieta
- Kavanagh QC (1995–2001) jako Julia Piper
- Duma i uprzedzenie (Pride and Prejudice, 1995) jako panna Bingley
- Karaoke (1996) jako Anna Griffiths
- Cold Lazarus (1996) jako Anna Griffiths
- Elfy z ogrodu czarów (FairyTale: A True Story, 1997) jako Piotruś Pan
- Człowiek, który wiedział za mało (The Man Who Knew Too Little, 1997) jako Barbara Ritchie
- Serce (Heart, 1999) jako Nicola Farmer
- The Vice (1999–2003) jako doktor Christina Weir (1999)
- Długość geograficzna (Longitude, 2000) jako Muriel Gould
- Cazalets (2001) jako Diana Mackintosh
- Wpadka (Crush, 2001) jako Molly
- Muskając aksamit (Tipping the Velvet, 2002) jako Diana Lethaby
- The Real Jane Austen (2002) jako ona sama/Narrator
- Fortysomething (2003) jako Estelle Slippery
- Marzyciele (The Dreamers, 2003) jako matka
- Czego pragnie dziewczyna (What a Girl Wants, 2003) jako Glynnis
- Doktor Martin i bestia z Bodmin (Doc Martin and the Legend of the Cloutie, 2003) jako Nicky Bowden
- Confused  (2003)
- Blue Dove (2003) jako Maria Bishop
- Agent Cody Banks 2: Cel Londyn (Agent Cody Banks 2: Destination London, 2004) jako Jo Kenworth
- Happy Birthday Oscar Wilde (2004) jako ona sama
- Roman Road (2004) jako Maddy Bancroft
- Feeder (2005) jako doktor
- Autostopem przez Galaktykę (The Hitchhiker's Guide to the Galaxy, 2005) jako Questular Rontok
- Rozstania i powroty (Breaking and Entering, 2006) jako Kate
- Sherlock Holmes and the Baker Street Irregulars  (2007, film TV) jako Irene Adler